# Phanerocerus testudo
Phanerocerus testudo är en insektsart som beskrevs av Henri Saussure 1888. Phanerocerus testudo ingår i släktet Phanerocerus och familjen gräshoppor. Inga underarter finns listade i Catalogue of Life.